# Stride la vampa
Stride la vampa – mezzosopranowa aria z II aktu opery Trubadur Giuseppe Verdiego, do której libretto w języku włoskim napisali Salvadore Cammarano oraz Leone Emanuele Bardare. Aria przypisana jest do roli Azuceny, przybranej matki tytułowego trubadura, Manrica.

## Tło
Azucena jest córką starej Cyganki, która oskarżona o rzucanie uroku na dzieci hiszpańskiego hrabiego di Luny, spłonęła na stosie. W czasie egzekucji matki dziewczyna z małym dzieckiem na rękach wykradła jednego z synów arystokraty i w akcie zemsty chciała wrzucić także dziecko di Luny w niewygasłe płomienie stosu, na którym spalono jej matkę. Emocje sprawiły jednak, iż nieopatrznie pomyliła dzieci. Zostawszy z małym di Luną, zdecydowała się wychować chłopca, nie rezygnując z zemsty na jego ojcu. Manrico zaś dorastając nie tylko zakochał się w tej samej kobiecie, co jego brat, ale w przeciwieństwie do niego, wsparł obóz polityczny księcia Urgel zamiast służyć królowi.

## Umiejscowienie w operze
Po tym jak w jednej z potyczek z własnym bratem Manrico zostaje raniony, Azucena leczy go w cygańskim obozie. Aria wpleciona jest w sławny chór Vedi! Le fosche notturne spoglie... z początku II aktu dzieła. Wspomnienie matki wraca przy płonącym ognisku i staje się faktyczną przyczyną zasugerowania Manricowi tego, że nie jest rodzonym synem Azuceny.

## Komentarz
Trubadura i samą rolę Azuceny napisał Verdi niedługo po śmierci swojej matki, co mogło mieć wpływ na to, że będąc jego pierwszą charakterystyczną postacią skomponowaną na mezzosopran, Cyganka jest kreacją bardziej wyrazistą niż niektóre nawet pierwszoplanowe role sopranowe w dziełach tego artysty.
Opera swoją światową prapremierę miała 19 stycznia 1853 w Teatro Apollo w Rzymie. Partię Azuceny śpiewała wówczas Emilia Goggi.